# جمهوری متحد عربی
جمهوری متحد عربی، کشوری مستقل در خاورمیانه بین سال‌های ۱۹۵۸ تا ۱۹۷۱ و همچنین نام یک اتحاد سیاسی کوتاه مدت بین مصر و سوریه بین سال‌های ۱۹۵۸ تا ۱۹۶۱ بود.
اتحاد در ۱ فوریه ۱۹۵۸ به عنوان اولین قدم در جهت تشکیل یک کشور پان‌عربیسم و از طرف گروهی از سیاست مداران و نظامی‌های سوریه به رئیس‌جمهور مصر، جمال عبدالناصر پیشنهاد شد.
دیدگاه‌های پان عربیستی به شکل سنتی در سوریه قدرتمند بودند و جمال عبدالناصر به دلیل جنگ سوئز در سال ۱۹۵۶ در دنیای عرب به عنوان یک قهرمان شناخته می‌شد؛ بنابراین اتحاد سوریه و مصر از پشتیبانی عمومی سوری‌ها برخوردار بود و حزب بعث سوریه از مهم‌ترین مدافعان آن بود.
در اواسط ۱۹۵۷ قدرت‌های غربی نگران تصاحب کمونیستی سوریه بودند. سوریه دارای یک حزب کمونیست بسیار سازمان‌دهی شده بود و فرمانده ارتش جدید عفیف البزری به کمونیست‌ها نزدیک بود. تلاش بیشتر سوریه برای اتحاد موجب بحران سیاسی در سال ۱۹۵۷ شد.
این اتحاد در تاریخ ۲۸ سپتامبر ۱۹۶۱ پس از کودتای نظامی در سوریه، از هم پاشید و نام سوریه به جمهوری عربی سوریه تغییر یافت. مصر، اما تا سال ۱۹۷۱ نام جمهوری متحد عربی را حفظ نمود سپس به جمهوری عربی مصر تغییر نام یافت.

## دلایل اتحاد

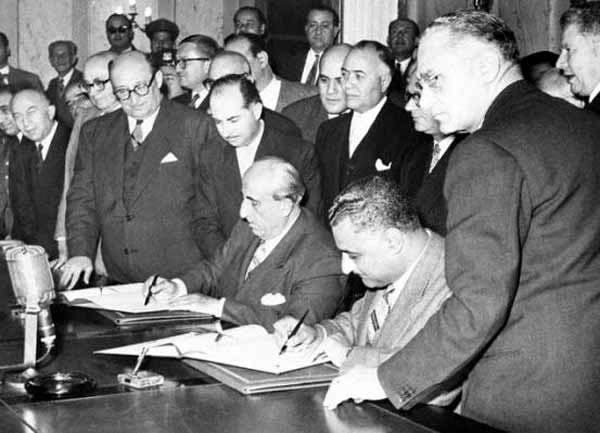
شکری قوتلی و جمال عبدالناصر در حال امضای توافق‌نامه اتحاد.

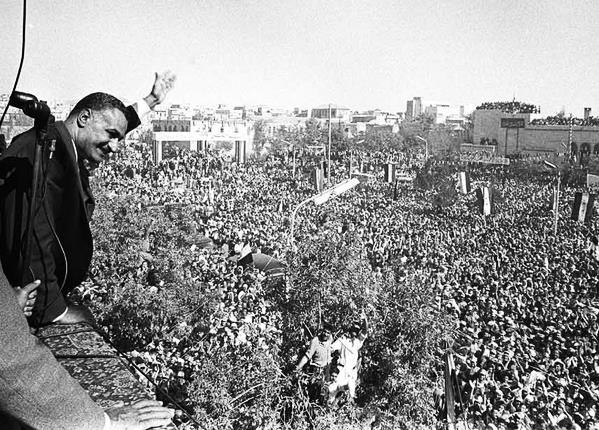
جمال عبدالناصر در حال سخنرانی برای مردم حماه

برخی معتقدند که اتحاد مصر و سوریه که در ۲۲ فوریه ۱۹۵۸ اعلام شد، نتیجه درخواست مداوم گروهی از افسران سوری بود، در حالی که رهبران حزب بعث عربی سوسیالیستی کارزاری را برای اتحاد با مصر آغاز کرده بودند. پاتریک سیل، روزنامه‌نگار، معتقد است: «جمال عبدالناصر، شور و شوق زیادی برای اتحاد سازمان یافته با سوریه نداشت و آرزوی مدیریت امور داخلی سوریه یا به ارث بردن مشکلات آن را نداشت. او بیشتر به "همبستگی عربی" فرامی‌خواند که بر اساس آن، عرب‌ها در برابر قدرت‌های بزرگ پشت او می‌ایستادند، و به‌طور خاص نیاز داشت که سیاست خارجی سوریه را کنترل کند تا دشمنان غربی و عرب خود را در تنگنا قرار دهد. این ایده‌ای کاملاً متفاوت با برنامه وحدت‌گرای بعث بود که خواستار درهم شکستن مرزها بود، اما او نمی‌توانست چیزی را گرفته و چیزی دیگر را رها کند، و بدین ترتیب سوری‌ها او را وادار کردند تا با تشکیل جمهوری متحد عربی موافقت کند.»
دکتر جورج جبور اظهار داشت: «از اواسط سال ۱۹۵۴ و به‌ویژه از اوایل سال ۱۹۵۵، توده‌های مردم در سوریه توجه ویژه‌ای به انقلاب مصر نشان دادند: توافق‌نامه کانال سوئز، مقاومت در برابر پیمان‌ها، تبلور ایده عربی در میان رهبران انقلاب مصر، فشار صهیونیستی بر مصر که در حمله به غزه در اوایل سال ۱۹۵۵ تجلی یافت، کنفرانس باندونگ، معامله تسلیحات، روشن شدن جهت‌گیری اجتماعی انقلاب و مبارزه جدی آن با فئودالیسم... همه اینها باعث شد انقلاب و رهبر آن احترام عظیمی در محافل پیشرو و دموکراتیک در منطقه عربی سوریه کسب کنند. اگر وزن مصر را در جهان عرب اضافه کنیم: به‌ویژه از نظر جمعیتی، تمدنی و جغرافیایی، برای ما روشن می‌شود که جذب رهبری ناصری برای توده‌های عرب در نیمه دوم دهه پنجاه امری حتمی بود.»
هیئتی نظامی سوری به‌طور مخفیانه و بدون اطلاع دولت سوریه به قاهره آمد و خواستار اتحاد فوری شد. آنها با عبدالناصر و عبدالحکیم عامر در روزهای ۱۳ تا ۱۶ ژانویه مذاکره کردند و این مأموریت با توافق کلی بر سر اتحاد به پایان رسید. برای تکمیل مأموریت، صلاح بیطار، وزیر امور خارجه سوریه، در ۱۶ ژانویه برای امضای اولیه منشور اتحاد بین سوریه و مصر وارد شد.
جبور ادامه داد: «نشانه‌های این جذب در سوریه در سال ۱۹۵۵ آغاز شد، زمانی که دولت انقلاب در مصر در مواجهه با پیمان بغداد شعار اتخاذ یک سیاست خارجی عربی مستقل در چارچوب اتحادیه عرب و تقویت منشور تضمین جمعی عربی را مطرح کرد. این شعار در میان نیروهای ملی در سوریه مورد استقبال قرار گرفت و دولت جدیدی تشکیل شد که حزب بعث در آن شرکت داشت. همچنین از آن زمان به بعد، حزب بعث به اتحاد بین مصر و سوریه دعوت کرد، با این فرض که آنها آزادترین کشورهای عربی بودند.»
مورخان آن دوره از تاریخ سیاسی سوریه معتقدند که با انتخاب شکر القوتلی در سال ۱۹۵۵، موضع به نفع جریان خواستار همکاری و ائتلاف با مصر تثبیت شد. مصر و سوریه بر سر ایجاد یک فرماندهی نظامی واحد با مرکزیت دمشق توافق کردند، و عوامل خارجی نقش اصلی را در تقویت این همگرایی ایفا کردند. اتحاد جماهیر شوروی در اوایل سال ۱۹۵۶، کمپین دیپلماتیک گسترده‌ای را برای جذب کشورهای خاورمیانه آغاز کرد، و سوریه و مصر در ماه فوریه همان سال قراردادهای تسلیحات شوروی را پذیرفتند، در حالی که پیمان بغداد با حمایت بریتانیا، اراضی سوریه را تهدید می‌کرد.
دکتر احمد سرحال اظهار داشت که با آغاز نبرد سینا در اکتبر ۱۹۵۶ و تجاوز سه‌گانه به مصر، «دولت سوریه وضعیت فوق‌العاده در خاک خود اعلام کرد و واحدهایی از نیروهای خود را پس از تعطیلی خط لوله تاپ‌لاین که نفت سعودی را به ساحل لبنان منتقل می‌کرد، به اردن اعزام کرد. این واحد مجبور شد از ۲۴ آوریل ۱۹۵۷ پس از تهدید نیروهای آمریکایی به مداخله علیه آنها، از اردن خارج شود.»
دولت سوریه دیگر نمی‌توانست از سیاست جدید خود عقب‌نشینی کند، زیرا در برابر سیاست عراق و حتی اسرائیل احساس انزوا می‌کرد. بنابراین، در اکتبر ۱۹۵۷، معاهده‌ای برای همکاری اقتصادی با اتحاد جماهیر شوروی منعقد کرد. در ۱۸ اکتبر ۱۹۵۷، مجلس نمایندگان سوریه و مجلس نمایندگان مصر در جلسه‌ای مشترک گرد هم آمدند و به‌اتفاق آرا بیانیه‌ای صادر کردند که در آن از دولت‌های دو کشور برای تشکیل جلسه و تصمیم‌گیری در مورد اتحاد بین دو کشور دعوت شد. در همین راستا، رؤسای جمهور و اعضای دولت‌های دو کشور گرد هم آمدند و در ۲۲ فوریه ۱۹۵۸ بیانیه‌ای صادر کردند که در آن، دو کشور را در یک دولت واحد به نام "جمهوری متحد عربی" متحد اعلام کردند، که قرار شد نظام آن ریاست‌جمهوری دموکراتیک باشد. در واقع، یک همه‌پرسی عمومی در مورد اتحاد برگزار شد و جمال عبدالناصر به عنوان رئیس‌جمهور جمهوری متحد عربی انتخاب شد. در ۵ مارس ۱۹۵۸، قانون اساسی موقت جدیدی برای جمهوری متحد عربی وضع شد. این قانون اساسی، قدرت اجرایی را به رئیس‌جمهور سپرد که عملاً آن را با کمک معاونان رئیس‌جمهور و وزرایی که او منصوب و عزل می‌کند، اعمال می‌کند، و آنها فقط در برابر او مسئول هستند. لازم به ذکر است که علاوه بر دولت مرکزی در جمهوری متحد عربی، دو شورای اجرایی منطقه‌ای وجود داشت: شورای اجرایی مصر و شورای اجرایی سوریه، که هر یک از آنها توسط یک وزیر مرکزی اداره می‌شدند. اما قدرت قانون‌گذاری را مجلس امت بر عهده داشت که متشکل از نمایندگانی بود که نیمی از آنها توسط رئیس‌جمهور منصوب می‌شدند و نیم دیگر از میان اعضای سابق مجلس نمایندگان سوریه و مصر انتخاب می‌شدند. مجلس امت حق طرح عدم اعتماد به وزرا را داشت، اما به‌صورت فردی و بدون مسئولیت جمعی وزرا که فقط در برابر رئیس‌جمهور باقی می‌ماند. بدین ترتیب، این سیستم ماهیت ریاست‌جمهوری سختگیرانه خود را حفظ کرد، به‌ویژه که برخی از اعضای مجلس توسط رئیس‌جمهور منصوب می‌شدند، و این با ماهیت سیستم ریاست‌جمهوری که اساساً بر تفکیک قوا استوار است، مغایرت دارد.
غالب یاغی، وکیل (که در آن دوره دبیر کل رهبری منطقه‌ای حزب بعث عربی سوسیالیستی در لبنان بود)، معتقد بود که وحدت عربی همیشه یک آرزو برای اعراب بوده است، و اتحاد مصر و سوریه در چارچوب فضای بین‌المللی فشار و حوادثی که جهان عرب شاهد آن بود، از جمله ملی شدن کانال سوئز، تجاوز سه‌گانه به مصر، تجمع نیروهای ترکیه در مرزهای سوریه و در نهایت تشکیل پیمان بغداد با توطئه‌ها و دسیسه‌ها، به خواسته‌های ملت‌های مصر و سوریه پاسخ داد. از همان روزهای تشکیل دولت صبری العسلی در سوریه، میشل عفلق اصرار داشت که بیانیه وزیران دولت شامل دعوت به اتحاد سوریه و مصر باشد، و این دعوت با حمایت مجلس خلق سوریه مواجه شد. تعدادی از فرماندهان تیپ در ارتش سوریه با دولت مصر در مورد اتحاد مذاکره کردند، از جمله عبدالغنی قنوت، امین الحافظ و صلاح جدید و مصطفی حمدون. اتحاد اعلام شد و شکر القوتلی، رئیس‌جمهور سوریه، لقب «اولین شهروند عرب» را دریافت کرد.

## روابط خارجی
این اتحادیه توسط سایر کشورهای جهان به عنوان یک تهدید بزرگ برای اردن تعبیر شد. سوریه به عنوان منبع تحریک و سرپناه توطئه گران اردنی علیه ملک حسین تلقی می‌شد. وضعیت خود مصر به عنوان یک کشور غیردوستانه با تجاوزات غرب در منطقه (و در نتیجه به روابط نزدیک بین بریتانیا، به ویژه، و پادشاهی اردن و عراق) بر فشارها افزود. حسین در پاسخ به فیصل دوم عراق، اتحادیه اردن-عراق را برای مقابله با جمهوری متحد عربی پیشنهاد کرد. چنین اتحادیه ای در ۱۴ فوریه ۱۹۵۸ به نام فدراسیون عرب تشکیل شد. اردن و عراق توافق کردند که یک فرماندهی نظامی واحد با بودجه نظامی یکپارچه ایجاد کنند که ۸۰ درصد آن باید توسط عراق و ۲۰ درصد باقی مانده توسط اردن تأمین می‌شد.
در نزدیکی لبنان، رئیس‌جمهور کامیل شامون، یکی از مخالفان ناصر، با نگرانی به ایجاد UAR نگاه کرد. جناح‌های طرفدار ناصر در کشور عمدتاً مسلمان و دروزی بودند، در حالی که جمعیت مسیحی مارونی عموماً از شامون حمایت می‌کردند. این دو طرف شروع به درگیری کردند که در ماه مه ۱۹۵۸ به جنگ داخلی منتهی شد. اولی طرفدار ادغام با اتحاد جماهیر شوروی بود، در حالی که دومی از کشور جدید به عنوان اقمار کمونیسم می‌ترسید. اگرچه ناصر طمع لبنان را نداشت، اما آن را به عنوان یک مورد خاص می‌دید، اما خود را موظف می‌دانست تا از طریق دادن مأموریت به عبدالحمید سراج برای ارسال پول و سلاح‌های سبک و آموزش افسران، از حامیان خود حمایت کند.

## نگاره‌ها

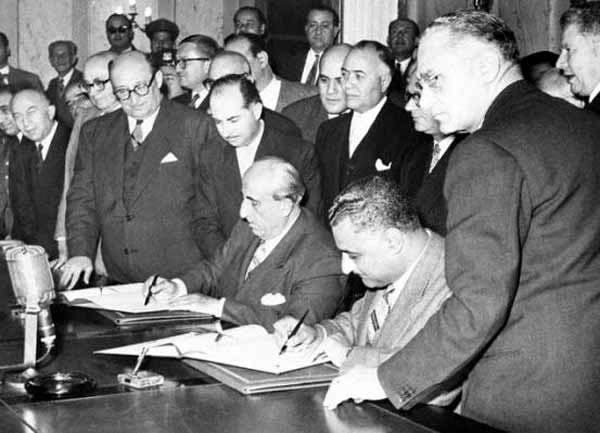
جمال عبدالناصر در حال امضای پیمان اتحاد با رئیس‌جمهور وقت سوریه برای تشکیل جمهوری متحده عربی، فوریه ۱۹۵۸